# DJ Katch

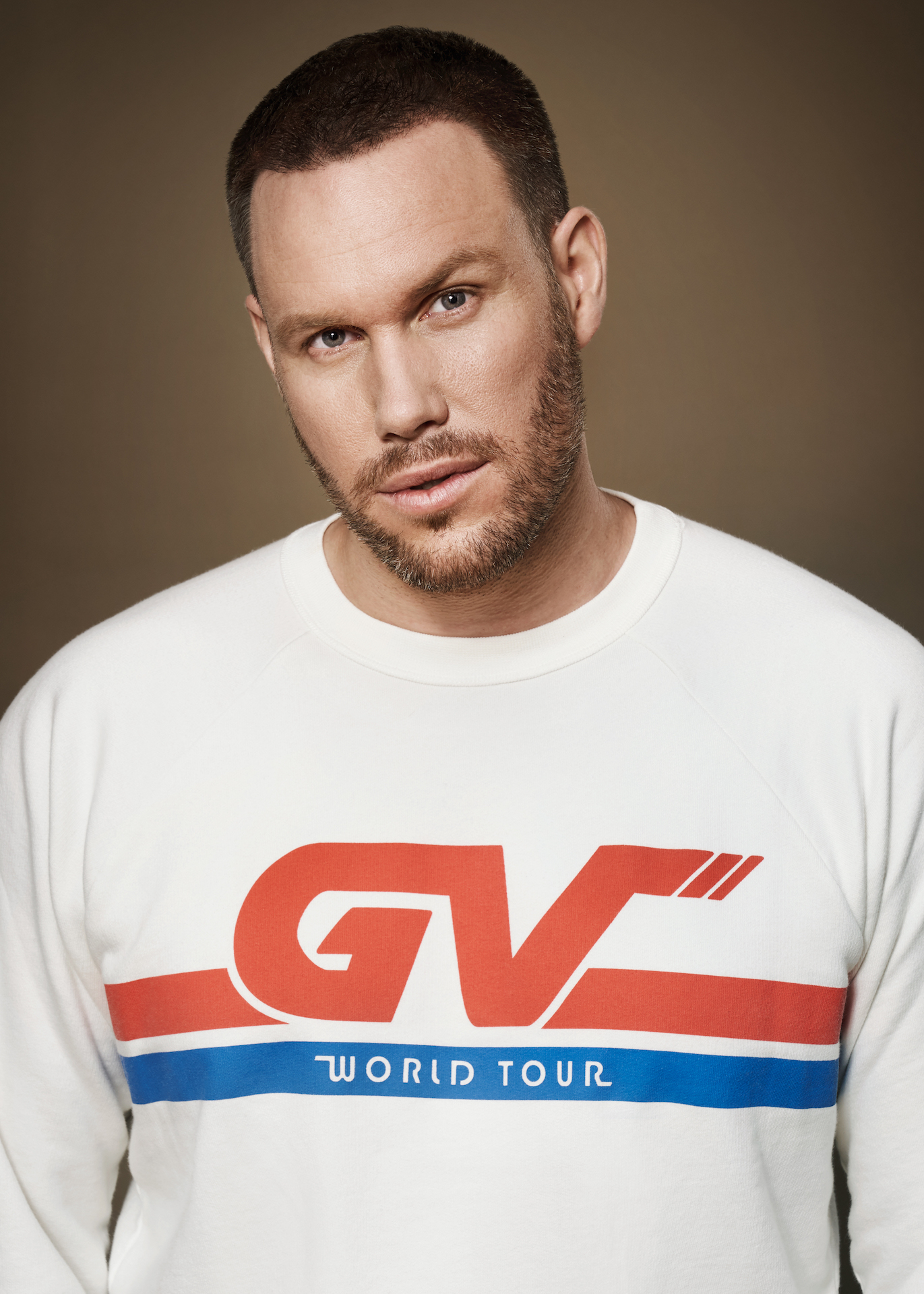
DJ Katch (2018)

Jonas Becker (* 14. Mai 1984 in Frankfurt), bekannt als DJ Katch, ist ein deutscher DJ und Musikproduzent in den Bereichen Hip-Hop und Elektronischer Musik aus Frankfurt am Main.

## Biografie

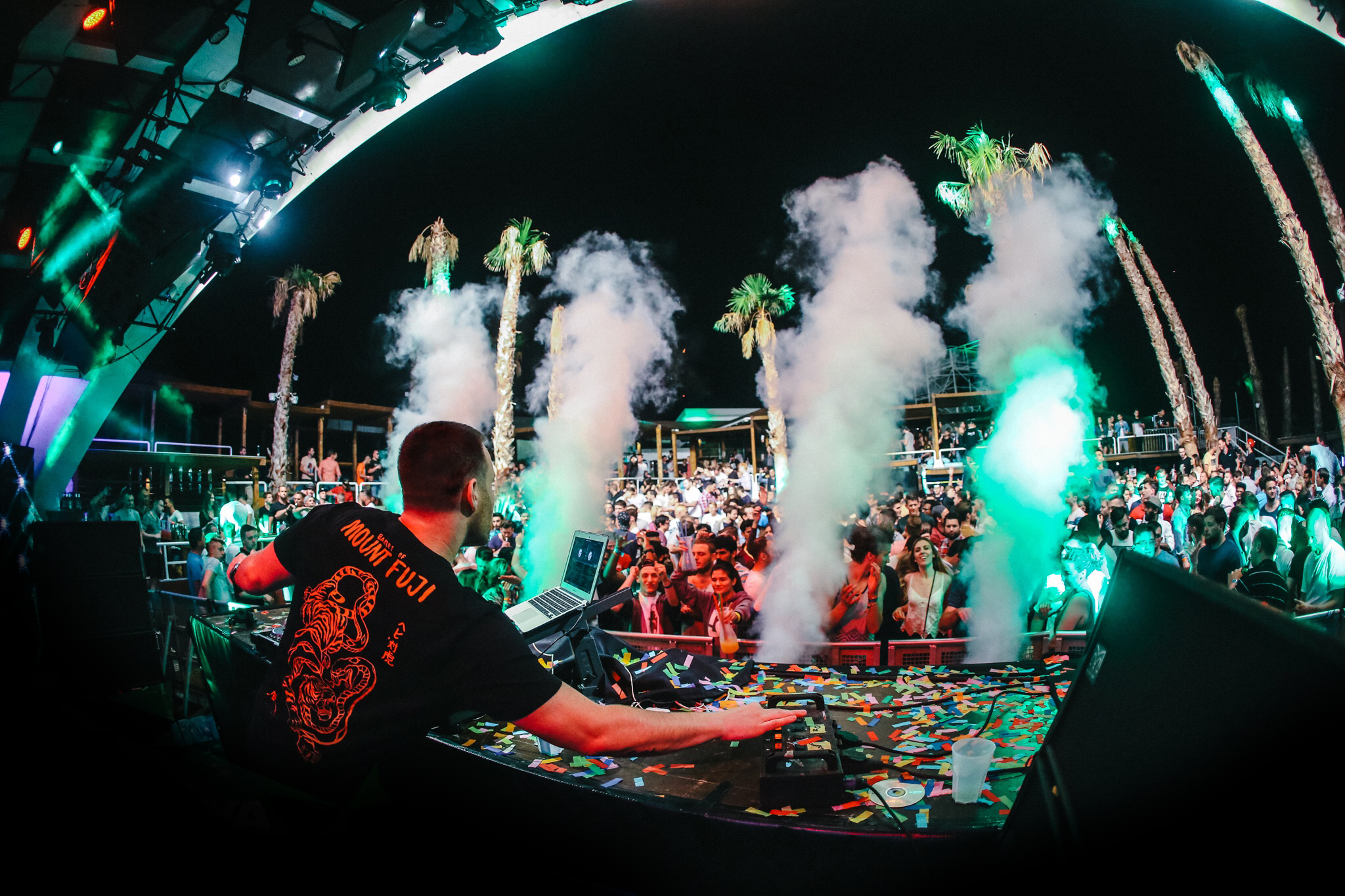
DJ Katch live (2017)

Sein Interesse am DJing begann in seiner Jugend, als er bei einem befreundeten Nachbarn erstmals ein DJ Set Up live sah. Hierauf kaufte er sich sein erstes DJ-Equipment, zu dessen Finanzierung er auch Zeitungen ausgetragen hatte.
Er erstellte Produktionen und Remixes für andere Künstler, eigene Veröffentlichungen und wirkte bei Die Freunde der Sonne mit Kool Savas, Illmatic und DJ Release mit.
Er war Resident-DJ in Sven Väths Szene-Nachtclub Cocoon und veranstaltet die Party-Reihe DJ Katch’s Urbanice im Gibson Club in Frankfurt am Main.
Am 2. April 2023 veröffentlichte er die Single „U Got It“. Im Refrain der Single geht es darum, dass jemand etwas hat und wie man damit umgehen soll („You got, you you you got it, now what we going to do about it“).

## Diskografie

### Mixtapes
- 2007: Live At Cocoon Club
- 2008: Delorean – Tomorrow Sounds Like This
- 2008: Terror Era

### Singles
| Jahr | Titel Album              | Höchstplatzierung, Gesamtwochen, AuszeichnungChartplatzierungen (Jahr, Titel, Album, Platzierungen, Wochen, Auszeichnungen, Anmerkungen) | Höchstplatzierung, Gesamtwochen, AuszeichnungChartplatzierungen (Jahr, Titel, Album, Platzierungen, Wochen, Auszeichnungen, Anmerkungen) | Höchstplatzierung, Gesamtwochen, AuszeichnungChartplatzierungen (Jahr, Titel, Album, Platzierungen, Wochen, Auszeichnungen, Anmerkungen) | Höchstplatzierung, Gesamtwochen, AuszeichnungChartplatzierungen (Jahr, Titel, Album, Platzierungen, Wochen, Auszeichnungen, Anmerkungen) | Höchstplatzierung, Gesamtwochen, AuszeichnungChartplatzierungen (Jahr, Titel, Album, Platzierungen, Wochen, Auszeichnungen, Anmerkungen) | Anmerkungen                                                                    |
| Jahr | Titel Album              | DE | AT | IT | NO | SE | Anmerkungen                                                                    |
| ---- | ------------------------ | --- | --- | --- | --- | --- | ------------------------------------------------------------------------------ |
| 2015 | The Horns –              | DE60 (3 Wo.)DE | AT68 (1 Wo.)AT | IT17 Platin · (14 Wo.)IT | — | — | Erstveröffentlichung: 27. November 2015 feat. Greg Nice, Deborah Lee & DJ Kool |
| 2017 | Lights Out (Too Drunk) – | — | — | — | NO— PlatinNO | SE39 Platin · (16 Wo.)SE | Erstveröffentlichung: 27. Januar 2017 feat. Hayley                             |

Weitere Singles:
- 2012: Bounce Like My Levels (feat. Jason Caesar & Tiffany Kirkland)
- 2012: Fahrenheit (feat. Beatrice Thomas & Calibe)
- 2013: Plus One (feat. Jason Caesar & Shane Eli)
- 2013: Let Me In (feat. Izza Kizza)
- 2013: Up All Night (feat. Shane Eli)
- 2013: Whooop (feat. Fresh Daily)
- 2014: I Do This (feat. Donnis)
- 2015: Ends Up
- 2015: Wild Out (feat. N.O.R.E.)
- 2015: Never Drink Again (feat. Donnis)
- 2015: The Horns
- 2015: Saturday (I Just Can’t Wait Till…) (feat. Freedo)
- 2016: Ends Up (Remix) (feat. Das EFX & Tha Alkaholiks)
- 2017: Bounce (Turn It Up) (feat. The Beatnuts & Greg Nice)
- 2017: Me & You (feat. Kranium)
- 2017: Come Again (feat. General Levy)
- 2018: Best Thing (feat. Joe Killington)
- 2018: Wildfire (feat. Ce’Cile & Shane Eli)
- 2018: Make Time For You (feat. Daecolm)
- 2018: 2Night (feat. NyoMii & Million Stylez)
- 2019: Make A Move (feat. Konshens & Bammbi)
- 2020: Mi Bebe (feat. Vershon)
- 2020: So Low (Call Me Up) (feat. Brown & Gray)
- 2020: Banga
- 2020: No Letting Go (feat. Nonô)
- 2020: Bad Boy
- 2020: So Low (Call Me Up) (feat. Brown & Gray) (Cymo Remix)
- 2021: No Letting Go (feat. Nonô) (Michael Fortera Remix)
- 2021: So Sick (feat. Freedo)
- 2021: Whine And Go Down (feat. Beenie Man & Walshy Fire)
- 2021: One By One (feat. Sean Kingston)
- 2021: One By One – Remix EP (feat. Sean Kingston)
- 2021: Dunny
- 2021: Hard Times
- 2022: Beat Rock
- 2022: Gang Gang (feat. Tye Morgan)
- 2022: Rumba (feat. Emy Perez & Dayvi)
- 2022: Body 2 Body (feat. DJ Mass, Apzi & Romaine Willis)
- 2022: Would You (feat. Chris Crone)
- 2022: Get It On Tonite
- 2023: Yeke Yeke
- 2023: U Got It
- 2023: BDAY (feat. Amira Eldine)
- 2024: WHAT IT IS
- 2024: GET DOWN
- 2023: KILLER
- 2024: You're Makin' Me High (feat. Amira Eldine)

### Produktionen (alleine und mitwirkend)
| - 2002: Nordmassiv – Schlachtplatte - 2003: Binging Squad – Export - 2003: Freunde der Sonne – Nur noch 24 Stunden - 2004: Moses Pelham – Non Stop (Bonustrack) - 2004: DJ Katch & Ercandize – Ear 2 the Street Vol.1 - 2004: Sabrina Setlur – Baby, Baby (Remix) - 2004: Kool Savas feat. Illmatic & Franziska – Back - 2004: Kool Savas – Euer bester Freund / Best of Mix - 2004: Kool Savas feat. Moses Pelham – Transatlantic Remix - 2004: Illmatic – Officillz Bootleg – der Junge Illz - 2004: Ercandize – Best Of Erc (Mixtape) - 2004: Franky Kubrick – My Way RMX - 2004: Kool Savas feat. Illmatic – Til ab Joe Remix - 2005: Kool Savas – Die John Bello Story (Artwork, Mix, Recording, Compilation) - 2005: Caput – Caputte Sicht (Album) - 2005: DJ Katch & Ercandize – Ear 2 the Street Vol.2 - 2005: Snaga & Pillath – Fick dich, bezahl mich - 2006: DJ Katch & Efe feat. Snaga & Pillath – SPM Situation - 2006: D-Flame & Afrob – Was geht - 2006: Kool Savas feat. Optik Army – Das ist OR Remix - 2006: Illmatic – Officillz Bootleg 2 - 2006: Snaga & Pillath feat. Manuellsen – SPM Situation - 2006: Separate – Die Jagd auf den König - 2007: Franky Kubrick – Hustler - 2007: Snaga & Pillath – Feelin Good, Einen Tag - 2008: Manuellsen – Das ist meine Welt - 2008: Manuellsen – Zeit (feat. Megaloh) - 2008: Manuellsen – Workout - 2008: Manuellsen – Peoples Champ - 2008: Manuellsen – Geschichten, die das Leben schreibt, - 2008: Manuellsen feat. Vito Vendetta & Illmatic – Ich f… deine Mutter - 2008: Casper – Winterschlaf - 2008: Bizzy Montana feat. RAF Camora – Gute Nacht - 2008: Bizzy Montana – Kopf hoch | - 2008: Greckoe feat. B-Tight – Platz da - 2008: Chakuza – Blind, Was passiert - 2008: Sido feat. Harris & Pillath – Tage - 2009: Vito Vendetta – Und dann kam V (Album) - 2010: Griot feat. JC – Hustler - 2010: MV Bill – Cause e efeito, O bonde nao para, Mulheres - 2010: Summer Cem feat. Farid Bang – Feierabend - 2010: Farid Bang – Ich bin Düsseldorf - 2011: Lumidee feat. Beenie Man & Calibe – Celebration - 2012: Yahaira – Baile del amor - 2012: Ras Kass – Topless Pool Party - 2018: Example – Show Me How To Love - 2019: Olexesh – Augen sagen alles - 2019: Olexesh feat. Kool Savas – Mit dir - 2019: Olexesh feat. Jala Brat & Buba Corelli – Lalala - 2019: Olexesh feat. Celo & Abdi – Benzin - 2019: The Chainsmokers & Illenium- Takeaway - 2020: Viki Gabor – Getaway - 2020: Vamero & Lizot – Bleeding Love - 2020: Ava Max – Heaven & Hell - 2020: FDVM, Henri PFR & Laura White – The Beat Goes On - 2021: Shuko, Lee Fields, Nia Wyn – Nothing’s Gonna Change - 2021: Notsobad, Chris Crone, Lazar – Turn Me On - 2022: Viki Gabor – Napad na serce - 2022: Duvall feat. Sam Gray – Good Feeling - 2022: Embody, Chris Crone – Closer - 2022: Benjamin Ingrosso – Rewind It |

### Remixe
- 2002: Glashaus – Land In Sicht
- 2007: Rapsoul – Erste Liebe
- 2010: Dabruck & Klein feat. Michael Feiner – The Feeling
- 2011: Brandyn H*Wood Bordeaux – Could It Be You
- 2011: Julian Smith – Shades (DJ Katch Remix)
- 2014: Freedo – Champion Sound (DJ Katch Remix)
- 2014: Dan Gerous feat. Agent Lexie – Badda Dan (DJ Katch Remix)
- 2016: Robin Schulz feat. Akon – Heatwave (DJ Katch Remix)
- 2017: Alle Farben & Sam Gray – Never Too Late (DJ Katch Remix)
- 2017: Freedo feat. Gabriella Vixen – Keep Your Love On Me
- 2017: Álvaro Soler – Animal (DJ Katch Remix)
- 2017: Robin Schulz & Hugel – I Believe I’m Fine (DJ Katch Remix)
- 2017: Rin – Monica Bellucci (DJ Katch Remix)
- 2018: Julie Bergan – If You Love Me (DJ Katch Remix)
- 2018: Olexesh feat. Edin – Magisch (DJ Katch Remix)
- 2018: Laruzo – 247 (DJ Katch Remix)
- 2019: Big Boys feat. Pronto – Calabash (DJ Katch Remix)
- 2019: Afro B – Drogba (Joanna) (DJ Katch Remix)
- 2019: Cymo feat. Hayla – Juggernaut (DJ Katch Remix)
- 2023: MC L da Vinte & MC Gury - Parado No Bailao (DJ Katch Remix)
- 2024: Greg Nice - Butter (DJ Katch Remix)
- 2024: DJ Katch, Amira Eldine – You're Makin' Me High (VIP Mix)
- 2024: Santan Dave ft Burna Boy - Location (DJ Katch Remix)